# 이영숙 (배우)
이영숙은 대한민국의 여자 배우이다.

## 작품

### 영화
- 2018년 영화 《한강에게》 - 길우 모 역
- 2017년 영화 《어른도감》 - 정희 큰 올케 역
- 2013년 영화 《시선》 - 노은실 역
- 2007년 영화 《지금 사랑하는 사람과 살고 있습니까?》 - 강 전무 처 역
- 2005년 영화 《야수와 미녀》 - 해주 모 역
- 2004년 영화 《아홉살 인생》 - 우림 모 역
- 1996년 영화 《돼지가 우물에 빠진 날》 - 홍선 역

### 드라마
- 2024년 KBS2 《멱살 한번 잡힙시다》 -진명숙 역